# Setra S 416 HDH
Setra S 416 HDH — туристический автобус, выпускаемый немецкой компанией Setra с 2001 по 2013 год. Вытеснен с конвейера моделью Setra S 516 HDH.

## Описание
Автобус Setra S 416 HDH впервые был представлен в 2001 году. По сравнению с другими автобусами Setra, автобус имеет недостатки: отсутствие туалета и кофеварки.
Салон автобуса позволяет пассажирам почувствовать себя на борту сухопутной яхты. Пол под креслами и центральный проход напоминают семейный очаг. На прозрачном потолке присутствуют три откидных телевизора.

## Эксплуатация
| Предприятие         | Серии                 | Количество |
| Люксембург          | Люксембург            | Люксембург |
| ------------------- | --------------------- | ---------- |
| A.S. Tours          | AS5010                | 1          |
| Voyages Salez Lentz | SL3387, SL3403-SL3406 | 5          |
| Voyages Stephany    | VS3033                | 1          |
| Voyages Vandivinit  | VV2018, VV2053        | 2          |
| Voyages Emile Weber | 538-539               | 2          |
| Нидерланды          |                       |            |
| Besseling Travel    | 96                    | 1          |